# Зотов, Дмитрий Анатольевич
Дми́трий Анато́льевич Зо́тов (р. 16 января 1969, Инжавино, Тамбовская область) — российский топ-менеджер. C 2005 года руководит лизинговыми компаниями. Председатель совета директоров лизинговой компании «Уралсиб» (2005—2009), первый вице-президент финансовой компании «Уралсиб» (2007—2009), генеральный директор компании «Сбербанк Лизинг» (2009—2011). С 2012 года до конца 2018 года — генеральный директор и член совета директоров лизинговой компании «ТрансФин-М». В июне 2020 арестован по делу о хищении железнодорожных вагонов на 3 млрд руб .

## Биография

### Детство и юность
Родился в посёлке Инжавино Тамбовской области. Детство провёл в городе Обнинске Калужской области, где окончил с золотой медалью лесную школу № 6 (1976—1986).
Окончил с отличием кафедру экономики зарубежных стран экономического факультета Московского государственного университета имени М. В. Ломоносова (1986—1993). В 1995 году обучался по программе Integrated financial management в Оксфорде.

### Начало карьеры в «Нефтехимбанке» (1992—1998)
Карьеру начал в 1992 году студентом 5 курса МГУ в АКБ «Нефтехимбанк», где с 1993 по 1998 год прошёл путь от ведущего специалиста до начальника департамента кредитования и инвестиций и члена правления.
В 1998 году в Париже прошёл полугодовую стажировку в банке «Креди-Агриколь».

### Финансовая компания «Уралсиб» (1998—2009), лизинговая компания «Уралсиб» (2005—2009)
С 1998 по 2009 год занимал различные позиции в финансовой компании «Уралсиб» (прежнее название — ОАО «АБ „ИБГ-НИКойл“»):
- Вице-президент по работе с клиентами «НИКойл» (1998—2000).
- Руководитель кредитного департамента «НИКойл» (2000—2002).
- Исполнительный директор по кредитным операциям «НИКойл» (2002—2003).
- Заместитель председателя правления АКБ «Автобанк-НИКойл» (с ноября 2003).
- Заместитель председателя правления ОАО «Уралсиб» (2004—2009). Руководил процессом интеграции корпоративного банковского бизнеса и лизингового бизнеса ОАО «Уралсиб» и Финансовой корпорации «НИКойл».
- Руководитель главной исполнительной дирекции корпоративного развития и управления рисками ФК «Уралсиб» (2005—2007). Занимался слиянием пяти банков (АБ «ИБГ НИКойл», АКБ «Автобанк-Никойл», ОАО «Уралсиб», КБ «Брянский Народный Банк», АКБ «Кузбассугольбанк») в единое юридическое лицо ОАО «Уралсиб» и слиянием трёх лизинговых компаний — «НИК-ойл-Лизинг», дочерней ЛК «Промышленно-Страховой компании» и ЛК «Уралсиб».
- Председатель Совета директоров лизинговой компании «Уралсиб» (2005—2009).
- Первый вице-президент ФК «Уралсиб» (2007—2009).

### «Сбербанк Лизинг» (2009—2011)
В 2009 году был назначен генеральным директором компании «Сбербанк Лизинг» (прежнее название — «Русско-Германская лизинговая компания»), где занимался переориентацией бизнеса компании на работу с предприятиями малого и среднего бизнеса, развитием региональной сети. Было открыто более 50 филиалов компании, создан лизинговый субхолдинг, включающий дочерние компании в Казахстане, Украине, Белоруссии, Ирландии, Кипре. В 2010 году был проведен ребрендинг компании. При Зотове «Сбербанк Лизинг» начал работать с предприятиями малого и среднего бизнеса и расширил число отраслей (до этого компания работала почти исключительно с крупными клиентами, и более 80 % её портфеля составляли лизинговые проекты в железнодорожной отрасли). 20 июля 2011 года уволился из компании.
За два года руководства ЗАО «Сбербанк Лизинг» увеличил лизинговый портфель компании в 2,9 раза — с 67 млрд рублей до 192 млрд рублей, долю рынка более чем в 10 раз — с 1,3 % до 14 %. Будущий операционный доход по текущему портфелю в 2011 году составил 22,14 млрд рублей. Новый бизнес компании в 2009 году составил 31,6 млрд рублей, в 2010 году - 98,5 млрд рублей, а в первом полугодии 2011 года - более 78 млрд рублей. По данным отчетности по РСБУ активы компании выросли с 48,9 до 101 млрд рублей, а прибыль с 0,13 до 1,3 млрд рублей. Доля просроченной задолженности в портфеле сократилась с 3,1% до 1,1%. Средние сроки изъятия и реализации имущества сократились с 238 дней до 102 дней. Проведена диверсификация портфеля за счет развития компетенций в авиатехнике, недвижимости, энергетическом и телекоммуникационном оборудовании. К 2011 году Компания впервые вошла в Топ-20 рейтинга Европейской федерации национальных ассоциаций лизинговых компаний Leaseeurope и тройку лидеров рэнкинга  по объемам нового бизнеса и объему лизингового портфеля.
В годы работы в ЗАО «Сбербанк Лизинг» в отношении Зотова правоохранительными органами Москвы проводились процессуальные действия по факту злоупотребления полномочиями в части заключения невыгодных договоров с рядом контрагентов на выполнение мнимых услуг и введении в заблуждение акционеров компании в ходе проводимых корпоративных процедур.

### «ТрансФин-М» (2012 — 2018)
В 2012 году назначен генеральным директором лизинговой компании «ТрансФин-М» — дочерней компании негосударственного пенсионного фонда «Благосостояние».
«ТрансФин-М» - российская лизинговая компания, занимающаяся преимущественно лизингом железнодорожной техники, работает на российском рынке лизинга с 2005 года.
Компания является лидером на российском рынке по уровню компетенций в сегменте лизинга для железнодорожной отрасли. «ТрансФин-М» реализует стратегию «первой и последней мили на железной дороге», предоставляя финансирование и парк в аренду и оказывая комплекс логистических услуг компаниям железнодорожной отрасли и компаниям-поставщикам грузов на железную дорогу.
За 6,5 лет под руководством Зотова Д.А. «ТрансФин-М» достиг следующих результатов:
- лизинговый портфель компании вырос почти в 8 раз до 325 млрд рублей, что соответствует пятой позиции в рэнкинге лизинговых компаний РФ;
- активы компании по МСФО выросли более чем в 7,5 раз с 20,5 млрд рублей в 2011 году до 156,5 млрд рублей по итогам 6 месяцев 2018 года;
- показатели эффективности по МСФО за 6 месяцев 2018 года: ROE - 15%; Cost/Income - 16%;
- парк грузовых вагонов в собственности компании вырос в 10 раз с 6,2 тыс. единиц в начале 2012 года до 63,6 тыс. единиц в середине 2018 года;
- компания диверсифицировала структуру лизингового портфеля: до 2015 года основу нового бизнеса составляли железнодорожные активы, в 2016-2018 гг. более 50% объема нового бизнеса приходится на другие отрасли;
- компания демонстрирует стабильную прибыльность и растущую эффективность по МСФО и РСБУ на протяжении 2012-2018 гг. По итогам 6 месяцев 2018 года накопленная прибыль по МСФО составила 7,3 млрд рублей, по РСБУ 6,3 млрд рублей.

Компания в 2016-2018 гг. активно развивала дочерние транспортные операционные компании:
- в сегменте полувагонов («ТФМ-Оператор»), которая управляет более 20 тыс. полувагонов. «ТФМ-Оператор» занимается перевозками угля и металлов. Компания входит в ТОП-15 крупнейших операторов полувагонов на сети РЖД;
- в сегменте крытых вагонов («ТФМ-Транс»), которая управляет более 2 тыс. крытых вагонов. «ТФМ-Транс» занимается перевозками перевозками различных грузов на территории России и Казахстана, компания входит в ТОП-5 крупнейших операторов крытых вагонов на сети РЖД. На базе «ТФМ-Транс» организована дирекция, занимающаяся организацией ремонтов собственных вагонов «ТрансФин-М»;
- операционная компания («ТФМ-Спецтехника»), занимающаяся полным спектром услуг по добыче полезных ископаемых открытым способом, проведением вскрышных работ, обслуживанием карьерной техники, осуществление подрядных работ на 10 угольных разрезах Кузбасса;
- в марте 2018 года была создана дочерняя компания «ТФМ-Якутия», предоставляющая в финансовый и операционный лизинг спецтехнику для угледобывающей компании «Колмар», работающей на разрезе «Денисовский» и «Инаглинский».[7]

В мае 2018 года Сергей Цивилёв высоко оценил работу компании «ТрансФин-М» в Кемеровской области и пригласил компанию принять участие в разработке Стратегии социально-экономического развития Кузбасса до 2035 года.
В ноябре 2018 года прекратил осуществлять полномочия генерального директора компании.
В августе 2019 года против Дмитрия Зотова заведено 2 уголовных дела. В связи с чем Зотов сразу покинул страну https://www.vedomosti.ru/society/news/2020/06/11/832443-bivshii-gendirektor-transfin-m)
В июне 2020 года Дмитрий Зотов был задержан в рамках расследования нескольких уголовных дел, связанных с хищением из компании вагонов на сумму около 3 млрд руб. и фальсификацией документов .
В июле 2020 г стало известно, что Дмитрий Зотов  угрожал жизни и здоровью сотрудников ПАО «Трансфин-М». «Эти угрозы поступали в начале 2019 года «в письменной и устной форме» и «были связаны с намерением компании обратиться в правоохранительные органы», - сообщало  РБК со ссылкой на пресс-службу ПАО «Трансфин-М».
https://www.rbc.ru/society/07/07/2020/5f0340a49a79470fb855e6d0
В феврале 2021 прокуратура передала для рассмотрения в Никулинский районный Москвы 100 томов  уголовного дела.
В ходе расследования были получены данные о том, что Зотов незаконно продал 1000 вагонов «Трансфин-М» подконтрольной ему компании ООО «Инвестактив». При этом за полученные вагоны «Инвестактив» частично расплатилось деньгами самой «Трансфин-М», которые вывел через серию мнимых сделок. 
По данным МВД, доход от сделок выводился из законного оборота через офшорные компании, зарегистрированные на Кипре и Британских Виргинских островах. Деньги распределялись как между самими участниками махинаций, так и между их родственниками, которые покупали элитную недвижимость и дорогие автомобили.
https://www.kommersant.ru/doc/4672634
12 ноября 2021 года Никулинский районный суд Москвы приговорил Дмитрия Зотова к семи годам лишения свободы.

В июне 2022 года Мосгорсуд снизил Зотову срок до 5,5 лет.

В апреле 2024 года Никулинский районный суд Москвы приговорил Дмитрия Зотова к семи годам лишения свободы в колонии общего режима по второму делу предпринимателя.

### Интервью Дмитрия Зотова
- Участники рынка лизинга столкнутся с кризисом плохих долгов // РБК daily. — 25 февраля 2009. Архивировано из оригинала 18 марта 2009 года.
- Интервью рейтинговому агентству «Эксперт РА» // Эксперт РА. — 2011.
- Интервью рейтинговому агентству «Эксперт РА» Эксперт РА - 2015
- Интервью рейтинговому агентству «Эксперт РА» Эксперт РА - 2016
- Интервью рейтинговому агентству «Эксперт РА» Эксперт РА - 2017
- Интервью рейтинговому агентству «Эксперт РА» Эксперт РА - 2018

### О Дмитрии Зотове
- «Сбербанк Лизинг» завоевывает рынок // РБК daily. — 8 июля 2010.
- «Сбербанк Лизинг» вошел в ТОП-50 лизинговых компаний Европы // РосФинКом. — 2 сентября 2010. Архивировано 25 апреля 2011 года.
- Подписаны контракты на поставку 10 самолетов Ан-148 // АвиаПОРТ. — 12 октября 2010.
- Компания «Сбербанк Лизинг» зарегистрировала дочернее предприятие в Казахстане // All-Leasing.ru. — 10 февраля 2011.
- Глава «Сбербанк Лизинг» увольняется. Дмитрий Зотов займется реализацией новых проектов вне Сбербанка // BFM.ru. — 20 июля 2011.
- Дмитрий Зотов покинул пост гендиректора «Сбербанк Лизинга» // Финам.ru. — 27 июля 2011.
- Савельев А. Лизинг для «Синопек» // ChinaPRO. — 29 августа — 4 сентября 2011. — № 29 (143).